# Șalom alehem (formulă de salut)
Șalom aleihem (sau șolom aleihem; șalom aleikhem) (ebraică שָׁלוֹם עֲלֵיכֶם shālôm ʻalêḵem; idiș שלום־עליכם Sholem aleychem) este o formulă de salut care înseamnă, cuvânt cu cuvânt, „Pace Asupra-Voastră”, sau „Pacea să se pogoare asupra voastră” și Șalom aleihem înseamnă, vorbă cu vorbă, „Pace Asupra-Lor”. Se răspunde cu „Gam Aleika Șalom!”, adică „Idem Asupra-ți Pace!”.
Această forma de salut a fost întrebuințată de comunitățile de evrei așkenazi din Europa de est, dar nu e la fel de prezentă în ebraica vorbită în Israel. Este corespondentul urării arabe „al salamalaikum”. 
Urarea folosește pluralul de politețe.